# Alcester (eiland)
Alcester is een eiland in Papoea-Nieuw-Guinea, ongeveer 70 km ten zuiden van Woodlark. Het heeft een oppervlakte van 6 km² en het hoogste punt is lager dan 50 m.
De volgende zoogdieren komen er voor:
- Phalanger lullulae (prehistorisch geïntroduceerd)
- Nyctimene major
- Pteropus conspicillatus
- Pteropus hypomelanus
- Emballonura beccarii
- Emballonura nigrescens